# Monika Ptak
Monika Ptak (née Martałek le 14 mai 1990 à Częstochowa) est une joueuse de volley-ball polonaise. Elle mesure 1,87 m et joue au poste de centrale. Elle totalise 33 sélections en équipe de Pologne.

## Clubs
| Club                  | De        | À         |
| --------------------- | --------- | --------- |
| KS Częstochowianka    |           | 2004-2005 |
| SMS PZPS Sosnowiec    | 2005-2006 | 2008-2009 |
| PTPS Piła             | 2009-2010 | 2012-2013 |
| Impel Wrocław         | 2013-2014 | 2016-2017 |
| KS Developres Rzeszów | 2017-2018 | 2017-2018 |
| MKS Kalisz            | 2019-2020 | …         |

## Palmarès
- Championnat de Pologne
  - Finaliste : 2014.